# Kollaps Tradixionales
Kollaps Tradixionales ist das sechste Studioalbum der kanadischen Post-Rock-Band Thee Silver Mt. Zion Memorial Orchestra. Das Album wurde Anfang Februar 2010 von Constellation Records veröffentlicht.

## Übersicht
Die Songs "I Built Myself a Metal Bird", "I Fed My Metal Bird the Wings of Other Metal Birds" und "There Is a Light" wurden schon auf früheren Touren der Band vorgestellt.
Für dieses Album startete die sonst eher als scheu geltende Band ein Blog auf ihrer offiziellen Website und Besucher konnten sich schon vorab den Song Kollaps Tradicional (Bury 3 Dynamos) anhören.
Dieses Album ist das erste mit dem Schlagzeuger David Payant, nachdem der frühere Drummer Eric Craven die Band verließ. Die Band wurde zudem von acht auf fünf Leute reduziert – dies erklärt auch die Kürzung des Titels auf Thee Silver Mt. Zion Memorial Orchestra.
Typisch für Erscheinungen von Constellation Records ist die Beilage von Extras und Gimmicks zur CD oder LP. Die CD erschien in einer gefalteten Papphülle. Das Vinyl war als Doppel-10" erhältlich.
Der Stil der Platte unterscheidet sich erneut signifikant von anderen Veröffentlichung der Band, und lässt sich stärker dem Genre Progressive Rock zuordnen, außerdem wurden viele europäische Folklore-Genres als Inspiration genannt.

## Titelliste
1. "There Is a Light" – 15:19
2. "I Built Myself a Metal Bird" – 6:17
3. "I Fed My Metal Bird the Wings of Other Metal Birds" – 6:18
4. "Kollapz Tradixional (Thee Olde Dirty Flag)" – 6:09
5. "Collapse Traditional (For Darling)" – 1:29
6. "Kollaps Tradicional (Bury 3 Dynamos)" – 6:48
7. "Piphany Rambler" – 14:19

## Gastmusiker
- Gordon Allen – Trompete
- Adam Kinner – Tenorsaxophon
- Matana Roberts – Altsaxophon
- Jason Sharp – Baritonsaxophon

Produktion
- Aufgenommen von Howard Bilerman und Radwan Moumneh.
- Gemastert von Harris Newman bei Greymarket.

## Rezeption
Kollaps Tradixionales wurde überwiegend wohlwollend aufgenommen. Von PopMatters erhielt es 9 von 10 Sternen. Es sei „eine unaufhörliche Erkundung der räumlichen Dynamiken von Blues, Folk, Rock, Jazz und Orchestermusik.“ Plattentests.de vergab 8 von 10 Punkten und lobte die „kompositorische[...] Finesse, [...] Lyrik und Spannung“ des Albums. A Silver Mt. Zion hätte sich „von den pianoorientieren Songs der Erstlingswerke [...] fast gänzlich verabschiedet und arbeitet spürbar mehr mit Betonungen von Schlagzeug, Streichern, Gitarren und Bläsern.“